# Morgan: A Suitable Case for Treatment
Morgan: A Suitable Case for Treatment (bra: Deliciosas Loucuras de Amor; prt: Morgan - Um Caso para Tratamento) é um filme britânico de 1966, do gênero comédia, dirigido por Karel Reisz  e estrelado por David Warner e Vanessa Redgrave.
O filme foi premiado no Festival de Cannes e no de Locarno, entre outras honrarias. Vanessa Redgrave, em seu filme de estreia como protagonista, concorreu ao Oscar de Melhor Atriz, a primeira das seis indicações que recebeu ao longo da carreira. Segundo Ken Wlaschin, este é o primeiro de seus dez melhores filmes.
Trata-se de um clássico cult da New Wave Britânica, movimento que teve seu auge na década de 1960.
Seu ritmo acelerado, fotografia "estourada" e interposição de cenas de velhas aventuras de Tarzan denotam a influência da Nouvelle Vague francesa. Ao lado de Night Must Fall e Isadora, forma um grupo em que, apesar do recorrente (na obra do diretor) interesse na observação do contexto social, os personagens centrais passam a dominar a narrativa, mostrando um comportamento mais extravagante e fora das convenções.

## Sinopse
Avoado, irresponsável e de esquerda, Morgan é um artista que frequentemente se refugia no mundo da fantasia para fugir dos problemas que teimam em atormentá-lo. Leonie, sua esposa, está um degrau acima dele na escala social. Morgan sai de órbita quando ela, cansada de seu comportamento lunático, pede o divórcio para se casar com Charles, um comerciante de arte sofisticado. Morgan, então, faz de tudo -- tudo mesmo -- para ter Leonie de volta, até ser preso e enviado para um asilo. Lá, ele se torna ardente comunista, exatamente como sua mãe que toca uma peixaria em um mercado nos subúrbios de Londres, e na cena final corta o jardim que está a cuidar no formato da foice e do martelo.

## Principais premiações
| Patrocinador                                            | Prêmio                                         | Categoria | Situação             |
| ------------------------------------------------------- | ---------------------------------------------- | --- | -------------------- |
| Academia de Artes e Ciências Cinematográficas           | Oscar                                          | Melhor Atriz (Vanessa Redgrave) Melhor Figurino (preto e branco) | Indicado             |
| Associação de Correspondentes Estrangeiros de Hollywood | Golden Globe                                   | Melhor Filme Estrangeiro Falado em Inglês Melhor Atriz - Comédia ou Musical (Vanessa Redgrave)                                                                                                 | Indicado             |
| British Academy of Film and Television Arts             | BAFTA Award                                    | Melhor Filme Britânico Melhor Filme de Qualquer Origem Melhor Ator Britânico (David Warner) Melhor Atriz Britânica (Vanessa Redgrave) Melhor Roteiro Britânico Melhor Edição - Filme Britânico | Indicado Vencedor    |
| Festival de Cannes                                      | Palma de Ouro Prêmio de Interpretação Feminina | Melhor Filme Melhor Atriz (Vanessa Redgrave) | Selecionado Vencedor |

- O filme também recebeu um Prêmio Especial no Festival Internacional de Cinema de Locarno.

## Elenco
| Ator/Atriz        | Personagem            |
| ----------------- | --------------------- |
| David Warner      | Morgan Delt           |
| Vanessa Redgrave  | Leonie Delt           |
| Robert Stephens   | Charles Napier        |
| Irene Handl       | Senhora Delt          |
| Bernard Bresslaw  | Policial              |
| Arthur Mullard    | Wally                 |
| Newton Blick      | Senhor Henderson      |
| Nan Munro         | Senhora Henderson     |
| Peter Collingwood | Geoffrey              |
| Graham Crowden    | Advogado              |
| John Garrie       | Tipstatt              |
| John Rae          | Juiz                  |
| Angus MacKay      | Padrinho de casamento |
| Marvis Edwards    | Empregada             |
| Peter Cellier     | Advogado              |